# Michael Gracey
Michael Gracey, född i Melbourne i Australien, är en australisk filmregissör, filmproducent och ljudeffektartist. Han är känd för att ha regisserat filmen "The Greatest Showman".